# Lijst van zoogdieren in Singapore
Dit is een lijst van zoogdieren die in het wild voorkomen in Singapore.
Tegenwoordig leven ongeveer vijftig zoogdiersoorten in Singapore, maar sinds de stichting van de stad in 1819 door Thomas Raffles zijn meer dan negentig soorten waargenomen. Een groot deel is tegenwoordig niet meer of in kleine aantallen aanwezig in Singapore als gevolg van de snelle verstedelijking van het land. De algemeenste zoogdieren in Singapore zijn de Java-aap (Macaca fascicularis) en de zwartneusklappereekhoorn (Callosciurus notatus). Het wild zwijn (Sus scrofa) is tegenwoordig het grootste landzoogdier in Singapore.

## OrdeInsecteneters(Eulipotyphla)

### FamilieSpitsmuizen(Soricidae)
- Crocidura fuliginosa
- Muskusspitsmuis (Suncus murinus)

## OrdeSchubdieren(Pholidota)

### FamilieSchubdieren(Manidae)
- Javaans schubdier (Manis javanica)

## OrdeRoofdieren(Carnivora)

### FamilieMangoesten(Herpestidae)
- Kortstaartmangoest (Herpestes brachyurus) (lokaal uitgestorven)

### FamilieCivetkatachtigen(Viverridae)
- Driestrepige palmroller (Arctogalidia trivirgata)
- Ottercivetkat (Cynogale bennettii) (lokaal uitgestorven)
- Witsnorpalmroller (Paguma larvata) (lokaal uitgestorven)
- Palmroller (Paradoxurus hermaphroditus)
- Grootvlekkige civetkat (Viverra megaspila) (lokaal uitgestorven)
- Maleise civetkat (Viverra tangalunga) (lokaal uitgestorven)
- Indische civetkat (Viverra zibetha)

### FamilieMarterachtigen(Mustelidae)
- Kleinklauwotter (Amblonyx cinereus)
- Sumatraanse otter (Lutra sumatrana) (lokaal uitgestorven)
- Slanke otter (Lutrogale perspicillata)

### FamilieKatachtigen(Felidae)
- Nevelpanter (Neofelis nebulosa) (lokaal uitgestorven)
- Luipaard (Panthera pardus) (lokaal uitgestorven)
- Tijger (Panthera tigris) (lokaal uitgestorven)
- Bengaalse tijgerkat (Prionailurus bengalensis)
- Platkopkat (Prionailurus planiceps) (lokaal uitgestorven)

## OrdeZeekoeien(Sirenia)

### FamilieDoejongs(Dugongidae)
- Doejong (Dugong dugon)

## OrdeSlurfdieren(Proboscidea)

### FamilieOlifanten(Elephantidae)
- Aziatische olifant (Elephas maximus) (lokaal uitgestorven)

## OrdeOnevenhoevigen(Perissodactyla)

### FamilieTapirs(Tapiridae)
- Maleise tapir (Tapirus indicus) (lokaal uitgestorven)

## OrdeEvenhoevigen(Artiodactyla)

### FamilieVarkensachtigen(Suidae)
- Wild zwijn (Sus scrofa)

### FamilieHerten(Cervidae)
- Sambar (Cervus unicolor) (lokaal uitgestorven)
- Indische muntjak (Muntiacus muntjak) (lokaal uitgestorven)

### FamilieDwergherten(Tragulidae)
- Tragulus kanchil
- Grote kantjil (Tragulus napu) (lokaal uitgestorven)

## OrdeWalvissen(Cetacea)

### FamilieDolfijnen(Delphinidae)
- Sarawakdolfijn (Lagenodelphis hosei)
- Gramper (Grampus griseus)
- Irrawaddydolfijn (Orcaella brevirostris)
- Zwarte zwaardwalvis (Pseudorca crassidens)
- Chinese witte dolfijn (Sousa chinensis)
- Slanke dolfijn (Stenella attenuata)
- Langsnuitdolfijn (Stenella longirostris)
- Tuimelaar (Tursiops truncatus)

### FamilieBruinvissen(Phocoenidae)
- Indische bruinvis (Neophocaena phocaenoides)

### FamilieBaleinwalvissen(Balaenopteridae)
- Noordse vinvis (Balaenoptera borealis)
- Edens vinvis (Balaenoptera edeni)

## OrdeKnaagdieren(Rodentia)

### Familie Muisachtigen (Muridae)
- Maxomys rajah
- Maxomys surifer
- Huismuis (Mus musculus)
- Rattus annandalei
- Polynesische rat (Rattus exulans)
- Bruine rat (Rattus norvegicus)
- Zwarte rat (Rattus rattus)
- Aziatische zwarte rat (Rattus tanezumi)
- Rattus tiomanicus

### FamilieEekhoorns(Sciuridae)
- Zwartneusklappereekhoorn (Callosciurus notatus)
- Callosciurus finlaysoni (geïntroduceerd)
- Hylopetes spadiceus
- Iomys horsfieldii
- Tagoean (Petaurista petaurista)
- Ratufa affinis
- Borneo-eekhoorn (Rheithrosciurus macrotis) (lokaal uitgestorven)
- Breedstaarteekhoorn (Rhinosciurus laticaudatus)
- Sundasciurus tenuis

### FamilieStekelvarkens van de Oude Wereld(Hystricidae)
- Maleis stekelvarken (Hystrix brachyura)

## OrdeVleermuizen(Chiroptera)

### FamilieGrote vleermuizen(Pteropodidae)
- Cynopterus brachyotis
- Cynopterus sphinx
- Grottenvleerhond (Eonycteris spelaea)
- Kleine langtongvleerhond (Macroglossus minimus)
- Penthetor lucasi
- Pteropus hypomelanus
- Kalong (Pteropus vampyrus)
- Rousettus amplexicaudatus (lokaal uitgestorven)

### FamilieSchedestaartvleermuizen(Emballonuridae)
- Emballonura monticola
- Saccolaimus saccolaimus
- Taphozous melanopogon

### FamilieSpleetneusvleermuizen(Nycteridae)
- Nycteris tragata

### FamilieReuzenoorvleermuizen(Megadermatidae)
- Reuzenoorvleermuis (Megaderma spasma)

### FamilieHoefijzerneusvleermuizen(Rhinolophidae)
- Rhinolophus lepidus
- Rhinolophus luctus
- Rhinolophus sedulus (lokaal uitgestorven)
- Rhinolophus stheno (lokaal uitgestorven)
- Rhinolophus trifoliatus

### FamilieBladneusvleermuizen van de Oude Wereld(Hipposideridae)
- Hipposideros bicolor (lokaal uitgestorven)
- Hipposideros cervinus (lokaal uitgestorven)
- Hipposideros ridleyi (lokaal uitgestorven)

### FamilieGladneusvleermuizen(Vespertilionidae)
- Murina suilla
- Myotis adversus
- Myotis muricola
- Myotis oreias (endemisch) (uitgestorven)
- Pipistrellus javanicus (lokaal uitgestorven)
- Pipistrellus stenopterus
- Scotophilus kuhlii
- Kleinkopbamboevleermuis (Tylonycteris pachypus)
- Tylonycteris robustula

### FamilieBulvleermuizen(Molossidae)
- Cheiromeles torquatus
- Chaerephon plicatus (lokaal uitgestorven)

## OrdeToepaja's(Scandentia)

### FamilieEchte toepaja's(Tupaiidae)
- Gewone toepaja (Tupaia glis)

## OrdeHuidvliegers(Dermoptera)

### FamilieVliegende katten(Cynocephalidae)
- Maleise vliegende kat (Galeopterus variegatus)

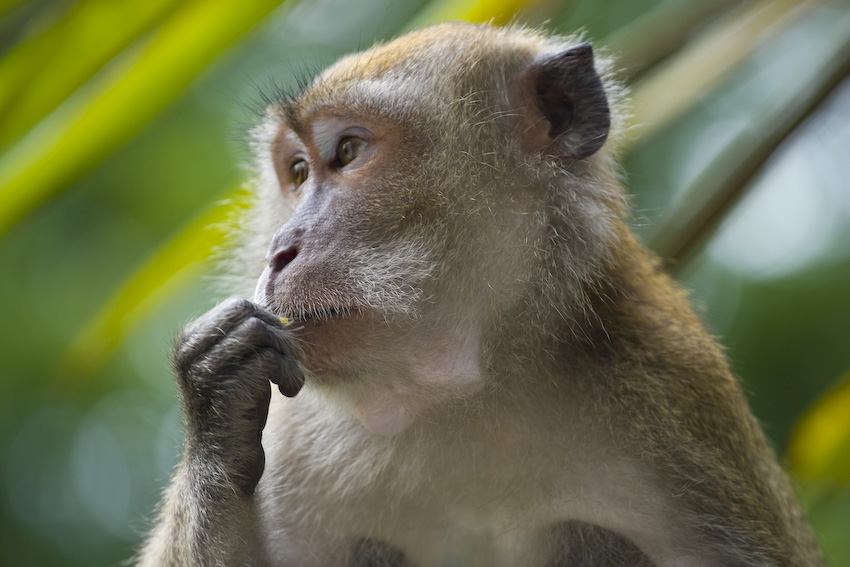
Java-aap

## OrdePrimaten(Primates)

### FamilieLoriachtigen(Lorisidae)
- Grote plompe lori (Nycticebus coucang)

### FamilieApen van de Oude Wereld(Cercopithecidae)
- Java-aap (Macaca fascicularis)
- Lampongaap (Macaca nemestrina) (lokaal uitgestorven)
- Bandlangoer (Presbytis femoralis)
- Mutslangoer (Trachypithecus cristatus) (lokaal uitgestorven)